# Роздолівка (Єнакієве)
Роздолівка — житловий район міста Єнакієве, колишнє село.
Розташоване на заході міста на правому березі річки Булавинки.

## Пивнівка
Східна частина Роздолівки називається Пивнівкою за Єнакієвським пивним заводом у ньому.

## Історія
На 1859 рік Роздолівка, панське село, над річкою Булавина, 10 господ, 128 особи.

## Опис
На півночі межею слугує проспект Металургів. Південною межею є річка Булавинка. Біля річки існує Роздолівський ставок.
На півночі Роздолівки АТП № 11408. На заході Роздолівки єнакієвський водоканал з очисними спорудами.
Також на районі міська лікарні № 7, середня школа № 34, єнакієвський трест Зеленбуд.

### Головні вулиці
Головні вулиці: проспект Металургів, 60-ті років СРСР, Першотравнева,2-га Садова, Мальванова, Жовтневої революції, Енгельса, Толстого, Щорса, Артемівська, Гавриленка, Роздолівська, Пролетарська, Московська, Курська, Полтавська, Войкова, Волзька, Забайкальська, Оборонна, Польова, провулок Доменщиків.